# 2004-es Formula–1 kínai nagydíj
A kínai nagydíj volt a 2004-es Formula–1 világbajnokság tizenhatodik futama, amelyet 2004. szeptember 26-án rendeztek meg a kínai Shanghai International Circuiten, Sanghajban.

## Időmérő edzés

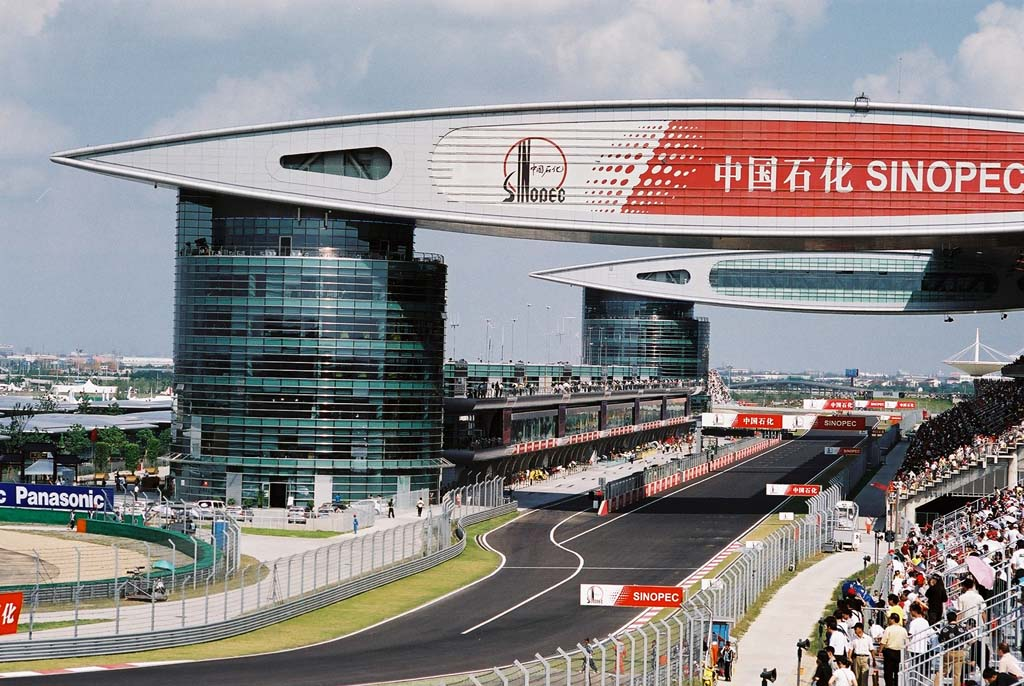
A sanghaji pálya célegyenese

Az első rajthelyet ismét Rubens Barrichello szerezte meg, Michael Schumacher az utolsó helyről rajtolt miután hibázott az időmérő edzésen, kicsúszott és nem teljesített mért kört.
| Helyezés | Versenyző            | Csapat/Motor     | Idő        | Különbség |
| -------- | -------------------- | ---------------- | ---------- | --------- |
| 1        | Rubens Barrichello   | Ferrari          | 1:34.012   | –         |
| 2        | Kimi Räikkönen       | McLaren-Mercedes | 1:34.178   | + 0.166   |
| 3        | Jenson Button        | BAR-Honda        | 1:34.295   | + 0.283   |
| 4        | Felipe Massa         | Sauber-Petronas  | 1:34.759   | + 0.747   |
| 5        | Ralf Schumacher      | Williams-BMW     | 1:34.891   | + 0.879   |
| 6        | Fernando Alonso      | Renault          | 1:34.917   | + 0.905   |
| 7        | Giancarlo Fisichella | Sauber-Petronas  | 1:34.951   | + 0.939   |
| 8        | Olivier Panis        | Toyota           | 1:34.975   | + 0.963   |
| 9        | Szató Takuma*        | BAR-Honda        | 1:34.993   | + 0.981   |
| 10       | David Coulthard      | McLaren-Mercedes | 1:35.029   | + 1.017   |
| 11       | Juan Pablo Montoya   | Williams-BMW     | 1:35.245   | + 1.233   |
| 12       | Mark Webber          | Jaguar-Cosworth  | 1:35.285   | + 1.273   |
| 13       | Jacques Villeneuve   | Renault          | 1:35.384   | + 1.372   |
| 14       | Ricardo Zonta        | Toyota           | 1:35.410   | + 1.389   |
| 15       | Nick Heidfeld        | Jordan-Ford      | 1:36.507   | + 2.494   |
| 16       | Christian Klien      | Jaguar-Cosworth  | 1:36.535   | + 2.523   |
| 17       | Timo Glock           | Jordan-Ford      | 1:37.140   | + 3.128   |
| 18       | Baumgartner Zsolt*   | Minardi-Cosworth | 1:40.240   | + 6.228   |
| 19       | Michael Schumacher†  | Ferrari          | idő nélkül |           |
| 20       | Gianmaria Bruni      | Minardi-Cosworth | idő nélkül |           |

* Szató Takuma és Baumgartner Zsolt tízhelyes rajtbüntetést kapott motorcsere miatt.
† Michael Schumacher az időmérő edzésen kicsúszott, ezért nem tudott mért kört autózni.

## Futam
A futamon Olaszország után ismét Rubens Barrichello győzött. Jenson Button második, Kimi Räikkönen harmadik lett. A további pontszerzők Fernando Alonso, Juan Pablo Montoya, Szató Takuma, Giancarlo Fisichella és Felipe Massa voltak. Michael Schumacher a verseny alatt többször hibázott, valamint egy defektje is volt, a német végül a tizenkettedik helyen ért célba.
| Helyezés | Rajtszám | Versenyző            | Csapat/Motor     | Futott kör | Idő/Kiesés oka | Rajthely | Pont |
| -------- | -------- | -------------------- | ---------------- | ---------- | -------------- | -------- | ---- |
| 1        | 2        | Rubens Barrichello   | Ferrari          | 56         | 1h29:12.420    | 1        | 10   |
| 2        | 9        | Jenson Button        | BAR-Honda        | 56         | + 1.035        | 3        | 8    |
| 3        | 6        | Kimi Räikkönen       | McLaren-Mercedes | 56         | + 1.469        | 2        | 6    |
| 4        | 8        | Fernando Alonso      | Renault          | 56         | + 32.510       | 6        | 5    |
| 5        | 3        | Juan Pablo Montoya   | Williams-BMW     | 56         | + 45.193       | 10       | 4    |
| 6        | 10       | Szató Takuma         | BAR-Honda        | 56         | + 54.791       | 18       | 3    |
| 7        | 11       | Giancarlo Fisichella | Sauber-Petronas  | 56         | + 1:05.454     | 7        | 2    |
| 8        | 12       | Felipe Massa         | Sauber-Petronas  | 56         | + 1:20.080     | 4        | 1    |
| 9        | 5        | David Coulthard      | McLaren-Mercedes | 56         | + 1:20.619     | 9        |      |
| 10       | 14       | Mark Webber          | Jaguar-Cosworth  | 55         | + 1 kör        | 11       |      |
| 11       | 7        | Jacques Villeneuve   | Renault          | 55         | + 1 kör        | 12       |      |
| 12       | 1        | Michael Schumacher   | Ferrari          | 55         | + 1 kör        | 20       |      |
| 13       | 18       | Nick Heidfeld        | Jordan-Ford      | 55         | + 1 kör        | 14       |      |
| 14       | 17       | Olivier Panis        | Toyota           | 55         | + 1 kör        | 8        |      |
| 15       | 19       | Timo Glock           | Jordan-Ford      | 55         | + 1 kör        | 16       |      |
| 16       | 21       | Baumgartner Zsolt    | Minardi-Cosworth | 53         | + 3 kör        | 19       |      |
| Ki       | 20       | Gianmaria Bruni      | Minardi-Cosworth | 38         | Kerékhiba      | 17       |      |
| Ki       | 4        | Ralf Schumacher      | Williams-BMW     | 37         | Ütközés        | 5        |      |
| Ki       | 16       | Ricardo Zonta        | Toyota           | 35         | Váltóhiba      | 13       |      |
| Ki       | 15       | Christian Klien      | Jaguar-Cosworth  | 11         | Ütközés        | 15       |      |

## A világbajnokság élmezőnyének állása a verseny után
| H  | Versenyzők         | Pont | H  | Konstruktőrök    | Pont |
| -- | ------------------ | ---- | -- | ---------------- | ---- |
| 1. | Michael Schumacher | 136  | 1. | Ferrari          | 244  |
| 2. | Rubens Barrichello | 108  | 2. | BAR-Honda        | 105  |
| 3. | Jenson Button      | 79   | 3. | Renault          | 96   |
| 4. | Fernando Alonso    | 50   | 4. | Williams-BMW     | 64   |
| 5. | Jarno Trulli       | 46   | 5. | McLaren-Mercedes | 58   |

## Statisztikák
Vezető helyen:
- Rubens Barrichello: 47 (1-12 / 16-29 / 36-56)
- Jenson Button: 8 (13-14 / 30-35)
- Ralf Schumacher: 1 (15)

Rubens Barrichello utolsó (9.) győzelme a Ferrarival, 11. pole-pozíciója, Michael Schumacher 66. (R) leggyorsabb köre.
- Ferrari 181. győzelme.
- Jacques Villeneuve egy év kihagyás után a Renault színeiben tért vissza a Formula–1-be, Jarno Trulli helyére.
- Ralf Schumacher az amerikai nagydíjon elszenvedett balesete után itt tért vissza a sportágba.
- Giorgio Pantano elhagyta a Jordan csapatot, és a helyét Timo Glock vette át, aki első Formula–1-es versenyén, a kanadai nagydíjon két pontot szerzett.